# Club Zero
Club Zero è un film del 2023 diretto da Jessica Hausner.

## Trama
Miss Novak, la nuova insegnante in una scuola d'élite, introduce cinque suoi studenti a un culto basato su una riduzione radicale dell'alimentazione, manipolandoli e sottraendoli all'influenza dei loro genitori, che si rendono conto troppo tardi di quanto accaduto.

## Promozione
La prima clip del film è stata pubblicata online il 18 maggio 2023.

## Distribuzione
Il film è stato presentato in anteprima il 22 maggio 2023 in concorso al 76º Festival di Cannes.

## Riconoscimenti
- 2023 – Festival di Cannes
  - In concorso per la Palma d'oro